# Kerkhofkapel (Echt)
De Kerkhofkapel is een kapel in Echt in de Nederlandse gemeente Echt-Susteren. De kapel staat op de ommuurde begraafplaats van de Zusters Ursulinen bij de Maaseikerpoort en de Echtermolenbeek in het zuidwesten van het dorp.
De kapel is gewijd aan de piëta.

## Gebouw
De open bakstenen kapel is opgetrokken op een rechthoekig grondplan en wordt gedekt door een zadeldak met pannen. Aan de voorzijde is de kapel geheel open.
In de kapel is tegen de achterwand een houten kruis geplaatst. Voor het kruis staat in de kapel een grote witte piëta die de heilige Maria toont met op haar schoot de dode Jezus.